# 阿尔巴 (名称)

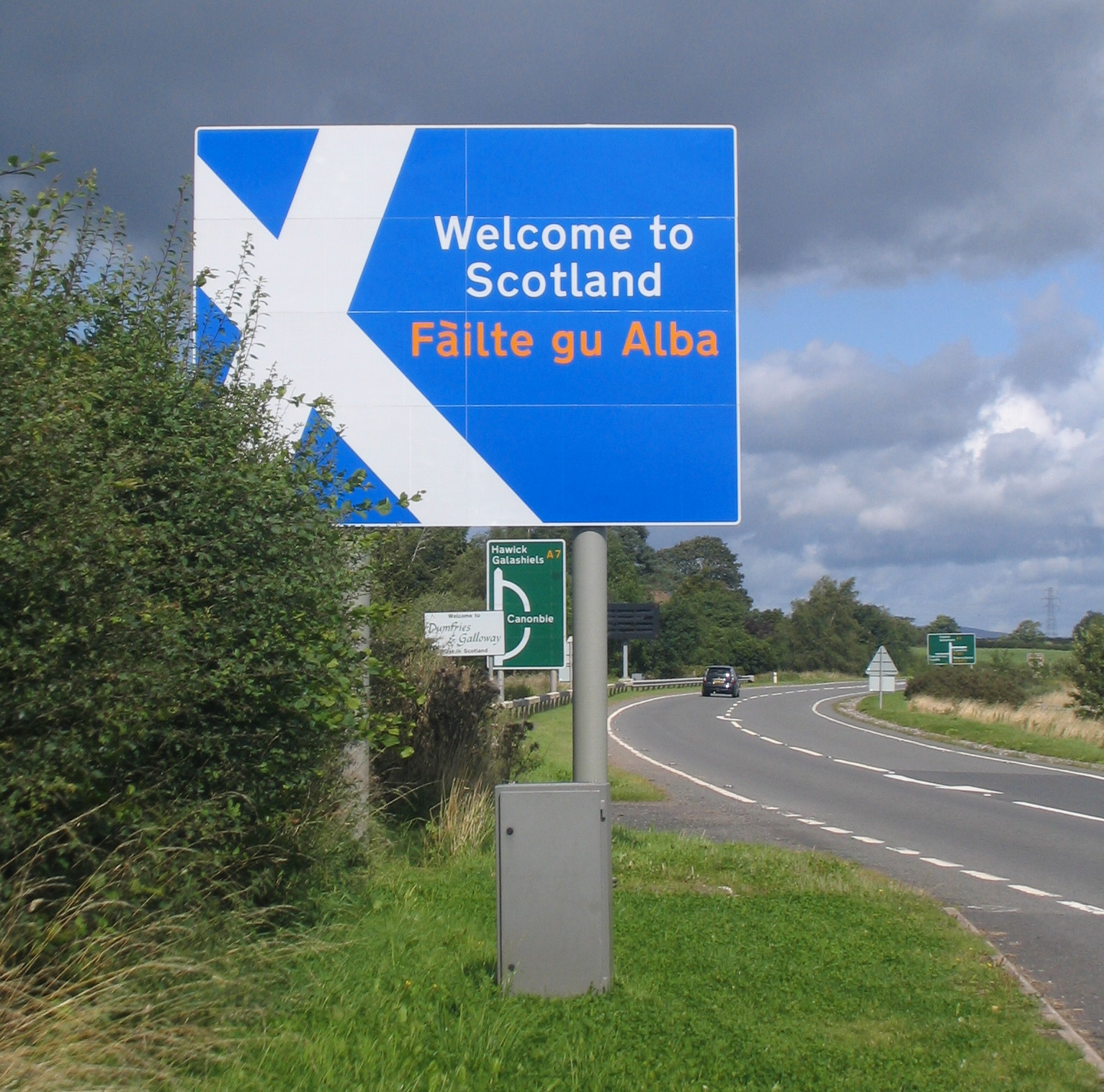
英国A7主干道的双语路牌，写有苏格兰盖尔语“欢迎来到阿尔巴”（Fàilte gu Alba）

阿尔巴是苏格兰盖尔语等凯尔特语言对苏格兰的称呼，来源于大不列颠岛的古称阿尔比恩。其拉丁化形式阿尔巴尼亚（Albania）和英语化的形式奥尔巴尼（Albany）也曾作为苏格兰的非正式称呼使用。
苏格兰王国于中世纪中期的一个特定历史时期（900年－1286年）被英文历史学界称为“阿尔巴王国”（Kingdom of Alba），以强调其凯尔特背景。
英国广播公司苏格兰盖尔语频道名为“BBC Alba”。2005年起，在凯尔特联盟和苏格兰足球总会推动下，苏格兰国家足球队球衣袖口开始印有“阿尔巴”词汇。